# Шинковий хліб

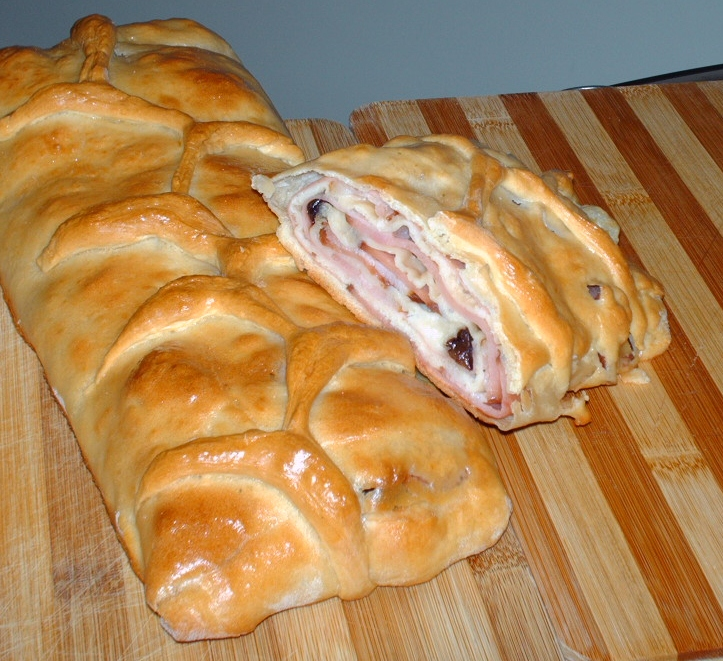
Шинковий хліб домашнього приготування

Шинковий хліб (ісп. pan de jamón) — типова різдвяна страва у Венесуелі, хліб, начинений шинкою або беконом, з додаванням родзинок та оливок, які, як правило, начинені болгарським або гострим червоним перцем. Наразі існує декілька рецептів приготування шинкового хліба, що відрізняються за інгредієнтами. У деяких рецептах передбачається шинка з індичатини або вершковий сир або використовується листкове тісто.
Шинковий хліб з'явився на початку XX століття і поступово став різдвяною традицією, без якого важко уявити Різдво у Венесуелі. На думку венесуельського журналіста Миро Попіча, автором шинкового хліба є Густаво Рамел, власник старовинної булочної в Каракасі, проте в начинку його шинкового хліба входила тільки власне шинка. Незабаром рецепт був підхоплений і популяризував іншими відомими столичними булочними, які внесли свої зміни, наприклад, додавши родзинки. У 1920-ті роки шинковий хліб уже випікався з начинкою з мигдалю, оливок, волоського горіха та каперсів.